# Ocellularia goniostoma
Ocellularia goniostoma är en lavart som beskrevs av Johannes Müller Argoviensis 1891. 
Ocellularia goniostoma ingår i släktet Ocellularia och familjen Thelotremataceae. Inga underarter finns listade i Catalogue of Life.